# Harchoun
Harchoun (em árabe: حرشون) é uma cidade e comuna localizada na província de Chlef, Argélia. Segundo o censo de 2008, a população total da cidade era de 17 873 habitantes.